# ارین آگوستینو
ارین آگوستینو (انگلیسی: Erin Agostino؛ زادهٔ ۲۷ ژوئن ۱۹۸۵) بازیگر و نویسنده کانادایی است. او به خاطر بازی در نقش «نینا بلوم»، یک هنرمند بورلسک و عاشق «پاسبان جرج کربتری» در مجموعه تلویزیونی ماجراهای مرداک شناخته می‌شود.
از فیلم‌هایی که وی در آن‌ها نقش داشته‌است، می‌توان به ماجراهای مرداک، هادسون و رکس، جادوگر خوب، وضعیت برد، دیو و دلبر، کوانتیکو و انسان بودن اشاره نمود.